# Шои
 Шои  — деревня в Лебяжском районе Кировской области.

## География
Расположена на расстоянии примерно 37 км на юг-юго-запад от райцентра поселка  Лебяжье.

## История
Известна с 1873 года как починок Пизинерь-Шоя, административно входила в состав Кокшинской волости Уржумского уезда Вятской губернии.
В том же 1873 году дворов 34 и жителей 291, в 1905 – 60 и 417, в 1926 (деревня Шои или Пизинерь-Шоя) – 92 и 509, в 1950 – 68 и 295, в 1989 – 40 жителей. Нынешнее название утвердилось с 1939 года.  В период 2006-2012 годов входила в состав Кузнецовского сельского поселения, 2012 по 2020 год в состав Лажского сельского поселения до упразднения последнего.

## Население
Постоянное население составляло 28 человек (русские 100%) в 2002 году, 17 в 2010.